# Antonio Vidal Caturla
Antonio Vidal Caturla   (Alacant, 25 de març de 1923 - Alacant, 19 d'abril de 1999) fou un futbolista valencià de la dècada de 1940.
La major part de la seva carrera transcorregué a clubs alacantins com l'Hèrcules CF, l'Elx CF i el CE Alcoià. També jugà a l'Atlètic de Madrid qui pagà 450.000 pessetes, per formar l'anomenada davantera de seda amb Josep Juncosa, Alfonso Silva, Paco Campos i Adrián Escudero. Fou un cop internacional amb la selecció d'Espanya.